# Prior
Prior (prema lat. prior: prvi po redu), samostanski poglavar u nekim katoličkim redovima (osobito kartuzijanci i dominikanci); kod redovnica priorica (kod karmelićanki) ili priora (kod dominikanki). Samostanski prior (cisterciti, trapisti) upravlja prioratom ili priorijom, samostanom nižega ranga od opatije. Katedralni prior (osobito u Engleskoj) upravlja katedralom kojoj je opat biskup. Generalni prior vrhovni je poglavar nekih monaških zajednica, npr. kamaldoljana, benediktinske kongregacije u Valladolidu i dr.

## Vanjske poveznice

### Sestrinski projekti
|  | Zajednički poslužitelj ima još gradiva o temi prior |

### Mrežna mjesta
- LZMK / Proleksis enciklopedija: prior